# Epitrimerus pyri
Epitrimerus pyri är en spindeldjursart som beskrevs av Alfred Nalepa 1892. Epitrimerus pyri ingår i släktet Epitrimerus och familjen Eriophyidae. Arten är reproducerande i Sverige. Inga underarter finns listade i Catalogue of Life.